# Bacillidesmus bulgaricus
Bacillidesmus bulgaricus är en mångfotingart som beskrevs av Pius Strasser 1962. Bacillidesmus bulgaricus ingår i släktet Bacillidesmus och familjen Trichopolydesmidae. Inga underarter finns listade i Catalogue of Life.